# Férfi röplabdatorna az 1980. évi nyári olimpiai játékokon
Az 1980. évi nyári olimpiai játékokon a férfi röplabdatornát július 20. és 31. között rendezték. A tornán 10 nemzet csapata vett részt.

## Lebonyolítás
A 10 résztvevőt 2 darab 5 csapatos csoportba sorsolták. Körmérkőzések döntötték el a csoportok végeredményét. A csoportból az első két helyezett jutott tovább az elődöntőbe, ahonnan egyenes kieséses rendszerben folytatódott a torna. A csoportok harmadik és negyedik helyezettjei az 5–8. helyért mérkőzhettek, az ötödik pedig a 9. helyért játszhattak.

## Csoportkör
| Színmagyarázat                                                             |
| -------------------------------------------------------------------------- |
| A csoportok első két helyezettje bejutott a elődöntőbe.                    |
| A csoportok harmadik és negyedik helyezettjei az 5–8. helyért játszhattak. |
| A csoportok ötödik helyezettjei a 9. helyért játszhattak.                  |

### A csoport
|                     |      | Mérkőzések | Mérkőzések | Szettek | Szettek | Szettek | Pontok | Pontok | Pontok |
| Csapat              | Pont | Gy         | V          | Sz+     | Sz–     | SzA     | P+     | P–     | PA     |
| ------------------- | ---- | ---------- | ---------- | ------- | ------- | ------- | ------ | ------ | ------ |
| Szovjetunió (URS)   | 8    | 4          | 0          | 12      | 1       | 12,000  | 193    | 122    | 1,582  |
| Bulgária (BUL)      | 7    | 3          | 1          | 9       | 5       | 1,800   | 171    | 149    | 1,148  |
| Kuba (CUB)          | 5    | 1          | 3          | 6       | 9       | 0,667   | 181    | 178    | 1,017  |
| Csehszlovákia (TCH) | 5    | 1          | 3          | 6       | 11      | 0,545   | 180    | 230    | 0,783  |
| Olaszország (ITA)   | 5    | 1          | 3          | 4       | 11      | 0,364   | 145    | 191    | 0,759  |

| 1980. július 20. 19:30 | Kuba (CUB)         | 3–0 | Olaszország (ITA) |  |
| 1980. július 20. 19:30 | (15–7, 15–8, 15–6) |     |                   |  |

| 1980. július 20. 19:30 | Szovjetunió (URS)           | 3–1 | Csehszlovákia (TCH) |  |
| 1980. július 20. 19:30 | (15–13, 15–10, 13–15, 15–7) |     |                     |  |

| 1980. július 22. 19:30 | Olaszország (ITA)               | 3–2 | Csehszlovákia (TCH) |  |
| 1980. július 22. 19:30 | (8–15, 15–5, 10–15, 15–8, 15–7) |     |                     |  |

| 1980. július 22. 19:30 | Bulgária (BUL)           | 3–1 | Kuba (CUB) |  |
| 1980. július 22. 19:30 | (15–7, 15–8, 6–15, 15–8) |     |            |  |

| 1980. július 24. 19:30 | Bulgária (BUL)      | 3–0 | Csehszlovákia (TCH) |  |
| 1980. július 24. 19:30 | (15–12, 15–5, 15–7) |     |                     |  |

| 1980. július 24. 19:30 | Szovjetunió (URS)   | 3–0 | Olaszország (ITA) |  |
| 1980. július 24. 19:30 | (15–2, 15–7, 15–10) |     |                   |  |

| 1980. július 26. 17:30 | Csehszlovákia (TCH)               | 3–2 | Kuba (CUB) |  |
| 1980. július 26. 17:30 | (15–11, 13–15, 2–15, 16–14, 15–9) |     |            |  |

| 1980. július 26. 19:30 | Szovjetunió (URS)   | 3–0 | Bulgária (BUL) |  |
| 1980. július 26. 19:30 | (15–6, 15–8, 15–10) |     |                |  |

| 1980. július 28. 17:30 | Bulgária (BUL)           | 3–1 | Olaszország (ITA) |  |
| 1980. július 28. 17:30 | (15–9, 15–9, 6–15, 15–9) |     |                   |  |

| 1980. július 28. 19:30 | Szovjetunió (URS)     | 3–0 | Kuba (CUB) |  |
| 1980. július 28. 19:30 | (15–10, 15–13, 15–11) |     |            |  |

### B csoport
|                     |      | Mérkőzések | Mérkőzések | Szettek | Szettek | Szettek | Pontok | Pontok | Pontok |
| Csapat              | Pont | Gy         | V          | Sz+     | Sz–     | SzA     | P+     | P–     | PA     |
| ------------------- | ---- | ---------- | ---------- | ------- | ------- | ------- | ------ | ------ | ------ |
| Lengyelország (POL) | 7    | 3          | 1          | 11      | 5       | 2,200   | 221    | 172    | 1,285  |
| Románia (ROU)       | 7    | 3          | 1          | 10      | 5       | 2,000   | 215    | 138    | 1,558  |
| Brazília (BRA)      | 6    | 2          | 2          | 9       | 8       | 1,125   | 215    | 196    | 1,097  |
| Jugoszlávia (YUG)   | 6    | 2          | 2          | 8       | 8       | 1,000   | 189    | 177    | 1,068  |
| Líbia (LBA)         | 4    | 0          | 4          | 0       | 12      | 0,000   | 23     | 180    | 0,128  |

| 1980. július 20. 17:30 | Románia (ROU)      | 3–0 | Líbia (LBA) |  |
| 1980. július 20. 17:30 | (15–3, 15–1, 15–1) |     |             |  |

| 1980. július 20. 17:30 | Lengyelország (POL)        | 3–1 | Jugoszlávia (YUG) |  |
| 1980. július 20. 17:30 | (15–11, 11–15, 15–3, 15–7) |     |                   |  |

| 1980. július 22. 17:30 | Jugoszlávia (YUG)                 | 3–2 | Brazília (BRA) |  |
| 1980. július 22. 17:30 | (8–15, 15–12, 10–15, 15–4, 15–12) |     |                |  |

| 1980. július 22. 17:30 | Lengyelország (POL)         | 3–1 | Románia (ROU) |  |
| 1980. július 22. 17:30 | (9–15, 15–12, 15–13, 15–13) |     |               |  |

| 1980. július 24. 17:30 | Lengyelország (POL) | 3–0 | Líbia (LBA) |  |
| 1980. július 24. 17:30 | (15–1, 15–3, 15–1)  |     |             |  |

| 1980. július 24. 17:30 | Románia (ROU)              | 3–1 | Brazília (BRA) |  |
| 1980. július 24. 17:30 | (13–15, 15–4, 15–12, 15–3) |     |                |  |

| 1980. július 26. 17:30 | Brazília (BRA)     | 3–0 | Líbia (LBA) |  |
| 1980. július 26. 17:30 | (15–1, 15–2, 15–6) |     |             |  |

| 1980. július 26. 19:30 | Románia (ROU)              | 3–1 | Jugoszlávia (YUG) |  |
| 1980. július 26. 19:30 | (15–9, 16–14, 8–15, 15–12) |     |                   |  |

| 1980. július 28. 17:30 | Brazília (BRA)                     | 3–2 | Lengyelország (POL) |  |
| 1980. július 28. 17:30 | (13–15, 18–20, 17–15, 15–11, 15–5) |     |                     |  |

| 1980. július 28. 19:30 | Jugoszlávia (YUG)  | 3–0 | Líbia (LBA) |  |
| 1980. július 28. 19:30 | (15–2, 15–1, 15–1) |     |             |  |

## Egyenes kieséses szakasz

### Az 5–8. helyért
| 1980. július 31. 17:30 | Brazília (BRA)       | 3–0 | Csehszlovákia (TCH) |  |
| 1980. július 31. 17:30 | (16–14, 15–11, 15–9) |     |                     |  |

| 1980. július 31. 19:30 | Jugoszlávia (YUG)                 | 3–2 | Kuba (CUB) |  |
| 1980. július 31. 19:30 | (12–15, 5–15, 15–12, 16–14, 15–2) |     |            |  |

### Elődöntők
| 1980. július 31. 17:30 | Bulgária (BUL)       | 3–0 | Lengyelország (POL) |  |
| 1980. július 31. 17:30 | (15–13, 15–13, 15–7) |     |                     |  |

| 1980. július 31. 19:30 | Szovjetunió (URS)   | 3–0 | Románia (ROU) |  |
| 1980. július 31. 19:30 | (15–6, 15–10, 15–5) |     |               |  |

### A 9. helyért
| 1980. július 30. 11:00 | Olaszország (ITA)  | 3–0 | Líbia (LBA) |  |
| 1980. július 30. 11:00 | (15–2, 15–1, 15–4) |     |             |  |

### A 7. helyért
| 1980. július 31. 17:30 | Kuba (CUB)                 | 3–1 | Csehszlovákia (TCH) |  |
| 1980. július 31. 17:30 | (14–16, 15–7, 15–10, 15–6) |     |                     |  |

### Az 5. helyért
| 1980. július 31. 20:20 | Brazília (BRA)                   | 3–2 | Jugoszlávia (YUG) |  |
| 1980. július 31. 20:20 | (14–16, 15–9, 8–15, 15–10, 15–8) |     |                   |  |

### A 3. helyért
| 1980. július 31. 19:30 | Románia (ROU)              | 3–1 | Lengyelország (POL) |  |
| 1980. július 31. 19:30 | (15–10, 9–15, 15–13, 15–9) |     |                     |  |

### Döntő
| 1980. július 31. 21:30 | Szovjetunió (URS)           | 3–1 | Bulgária (BUL) |  |
| 1980. július 31. 21:30 | (15–7, 15–13, 14–16, 15–11) |     |                |  |

| Az 1980. évi nyári olimpiai játékok férfi röplabdatornájának olimpiai bajnoka |
| · SZOVJETUNIÓ · 3. cím                                                        |
| ----------------------------------------------------------------------------- |

## Végeredmény
|          |                     |      | Mérkőzések | Mérkőzések | Szettek | Szettek | Szettek | Pontok | Pontok | Pontok |
| Helyezés | Csapat              | Pont | Gy         | V          | Sz+     | Sz–     | SzA     | P+     | P–     | PA     |
| -------- | ------------------- | ---- | ---------- | ---------- | ------- | ------- | ------- | ------ | ------ | ------ |
| Arany    | Szovjetunió (URS)   | 12   | 6          | 0          | 18      | 2       | 9,000   | 297    | 190    | 1,563  |
| Ezüst    | Bulgária (BUL)      | 10   | 4          | 2          | 13      | 8       | 1,625   | 263    | 241    | 1,091  |
| Bronz    | Románia (ROU)       | 10   | 4          | 2          | 13      | 9       | 1,444   | 290    | 230    | 1,261  |
| 4.       | Lengyelország (POL) | 9    | 3          | 3          | 12      | 11      | 1,091   | 301    | 271    | 1,111  |
|          |                     |      |            |            |         |         |         |        |        |        |
| 5.       | Brazília (BRA)      | 10   | 4          | 2          | 15      | 10      | 1,500   | 328    | 288    | 1,139  |
| 6.       | Jugoszlávia (YUG)   | 9    | 3          | 3          | 13      | 13      | 1,000   | 310    | 302    | 1,026  |
| 7.       | Kuba (CUB)          | 8    | 2          | 4          | 11      | 13      | 0,846   | 298    | 280    | 1,064  |
| 8.       | Csehszlovákia (TCH) | 7    | 1          | 5          | 7       | 17      | 0,412   | 253    | 335    | 0,755  |
|          |                     |      |            |            |         |         |         |        |        |        |
| 9.       | Olaszország (ITA)   | 7    | 2          | 3          | 7       | 11      | 0,636   | 190    | 198    | 0,960  |
| 10.      | Líbia (LBA)         | 5    | 0          | 5          | 0       | 15      | 0,000   | 30     | 225    | 0,133  |